# Пател, Мохан
Мохан Маган Пател (англ. Mohan Magan Patel, 11 ноября 1952, Окленд, Новая Зеландия) — новозеландский хоккеист (хоккей на траве), полевой игрок. Олимпийский чемпион 1976 года.

## Биография
Мохан Пател родился 11 ноября 1952 года в новозеландском городе Окленд.
Дебютировал в сборной Новой Зеландии в 1975 году на чемпионате мира в Куала-Лумпуре.
В 1976 году вошёл в состав сборной Новой Зеландии по хоккею на траве на летних Олимпийских играх в Монреале и завоевал золотую медаль. Играл в поле, провёл 1 матч, мячей не забивал.
Выступал за сборную Новой Зеландии до 1982 года.
По окончании игровой карьеры был членом совета директоров хоккейного клуба «Окленд», занимался в нём административной работой. Также был заместителем директора колледжа Мангере.

## Семья
Младший брат Мохана Патела Рамеш Пател (род. 1953) также играл за сборную Новой Зеландии по хоккею, в 1976 году стал олимпийским чемпионом. Также участвовал в летних Олимпийских играх 1972 и 1984 годов.
Племянник Пареш Пател (род. 1965) в составе сборной Новой Зеландии выступал в 1992 году на летних Олимпийских играх в Барселоне.

## Увековечение
В 1990 году в составе сборной Новой Зеландии, выигравшей Олимпиаду, введён в Новозеландский спортивный Зал славы.